# Joyride (canção)
"Joyride", uma composição de Per Gessle, foi o primeiro single lançado pela dupla Roxette a partir do álbum Joyride, de 1991, que deu seqüência ao grande sucesso do grupo, Look Sharp!. O single liderou os rankings musicais de toda a Europa, e também na Austrália, no Canadá e nos Estados Unidos, onde passou uma semana em #1 na Billboard Hot 100, sendo o último single do grupo a fazê-lo, em Maio de 1991. No Reino Unido, "Joyride" culminou em #4.

## Faixas

### CD Maxi
1. "Joyride" (7" version) — 4:01
2. "Come Back (Before You Leave)" — 4:36
3. "Joyride" (12" magicfriendmix) — 6:11
4. "Joyride" (U.S. remix) — 4:05

### Single 7"
1. "Joyride" — 3:58
2. "Come Back (Before You Leave)" — 4:34

## Certificados
| País           | Certificado | Data                  | Vendas Certificadas |
| -------------- | ----------- | --------------------- | ------------------- |
| Áustria        | Ouro        | 24 de abril de 1991   | 15,000              |
| Canadá         | Ouro        | 29 de maio de 1991    | 50,000              |
| Alemanha       | Ouro        | 2005                  | 150,000             |
| Países Baixos  | Platina     | 1991                  | 60,000              |
| Suécia         | Platina     | 15 de outubro de 1992 | 20,000              |
| Estados Unidos | Platina     | 12 de julho de 1991   | 1,000,000           |

### Desempenho nas paradas musicais
| Parada musical (1991)                        | Posição máxima |
| -------------------------------------------- | -------------- |
| U.S. Billboard Hot 100                       | 1              |
| U.S. Billboard Hot Adult Contemporary Tracks | 21             |
| U.S. ARC Weekly Top 40                       | 1              |
| Australian ARIA Singles Chart                | 1              |
| Austrian Singles Chart                       | 1              |
| Belgium Singles Chart                        | 1              |
| Canadian Singles Chart                       | 1              |
| Dutch Singles Chart                          | 1              |
| French SNEP Singles Chart                    | 39             |
| German Singles Chart                         | 1              |
| Irish Singles Chart                          | 9              |
| Italian Singles Chart                        | 4              |
| New Zealand RIANZ Singles Chart              | 3              |
| Norwegian Singles Chart                      | 1              |
| Swedish Singles Chart                        | 1              |
| Swiss Singles Chart                          | 1              |
| UK Singles Chart                             | 4              |

| Parada Anual (1991)      | Posição |
| ------------------------ | ------- |
| Australian Singles Chart | 9       |
| Austrian Singles Chart   | 6       |
| Swiss Singles Chart      | 2       |